# Langona hongkong
Langona hongkong är en spindelart som beskrevs av Song D., Xie L., Zhu M. 1997. Langona hongkong ingår i släktet Langona och familjen hoppspindlar. Inga underarter finns listade i Catalogue of Life.